# Testerep
Testerep (také znám jako Ter Streep) je označení pro zaniklý ostrov na belgickém pobřeží Severního moře východně od ústí řeky Yser. Celá plocha bývalého ostrova nyní leží na pevnině. Na jeho někdejším východním konci leží město Ostende.

## Historie
V raném středověku byl Testerep od pevniny oddělen přírodním kanálem. Ostrov poprvé osídlili pastýři ovcí v 7. a 8. století a patřil hrabatům z Flander. Část byla udělena jako léno opatství svatého Petra v Gentu.
První centrum ostrova leželo v Mariakerke, které je také nejstarší obcí s kostelem. Od 10. století se začalo koryto, které oddělovalo ostrov od souše, zahrazovat. Od 12. století se začala voda z území před hrázemi vypouštět a kanál na východním konci se zahradil. V této době také začalo vznikat více osad. Názvy obcí jako Ostende, Westende a Middelkerke se vztahují k poloze na ostrově.
V průběhu let ztratil Testerep kvůli zanášení kanálu naplaveninami charakter ostrova.